# Murski Črnci
Murski Črnci so naselje v Občini Tišina.